# Nabój 12,7 × 81 mm
Nabój 12,7 × 81 mm – standardowy nabój wielkokalibrowy używany przez brytyjskie siły zbrojne, w szczególności przez Royal Navy, jako amunicja do wkm Vickers 12,7 mm w czasie II wojny światowej. Eksportową wersję SR wykorzystywały szeroko lotnictwo japońskie i włoskie.
Historia naboju sięga I wojny światowej, kiedy pojawiły się opancerzone samoloty, wobec których standardowa amunicja karabinowa była mało skuteczna. Niewielka ilość materiału zapalającego w tej amunicji utrudniała też zwalczanie balonów obserwacyjnych i sterowców. Dlatego rozpoczęto eksperymenty z amunicją większego kalibru, czego pionierami byli Niemcy z nabojem 13,25 mm Mauser.
Brytyjczycy jako punkt wyjścia wzięli myśliwski nabój .600/.500, przeznaczony do polowania na słonie. Na jego podstawie firma Vickers opracowała nabój bez kryzy kaliber 12,7 mm i łusce długości 81 mm, który oznaczyła .5V/580 (od pocisku ważącego 580 granów, czyli ok. 37,5 g). Został on przyjęty do służby w 1924 roku, wraz z wkm-em Vickers 12,7 mm, którego największym użytkownikiem była Royal Navy (12,5 tys. egzemplarzy). Wkm Vickers był standardową bronią przeciwlotniczą okrętów brytyjskich przed II wojną światową, w czasie konfliktu broń tę wymieniano na działka 20 mm (RAF w ogóle nie przyjął jej do służby, przechodząc od razu ze zwykłych km-ów na działka).
Lotniczą wersję karabinu Vickersa kupiły siły lotnicze Japonii i Syjamu. Na potrzeby eksportu firma stworzyła w 1923 r. wersję naboju o częściowo wystającej kryzie, określoną jako 12,7 × 81SR (ang. semi-rimmed; oznaczenie fabryczne .5"V/565, od pocisku, który ważył 565 granów – 36,5 g). Produkowano do nich pociski zwykłe, przeciwpancerne (ze smugaczem i bez) oraz zapalające ze smugaczem. Prędkość wylotowa pocisków wynosiła 760 m/s. Licencję Vickersa na ten nabój uzyskały Włochy, a od nich pozyskała go Japonia.
Dzięki mniejszej (np. od naboju Browninga) energii naboju możliwa była budowa stosunkowo lekkich konstrukcji broni lotniczej o dużej szybkostrzelności. Najbardziej udaną wśród nich był japoński karabin maszynowy Ho-103, ważący 22 kg i wystrzeliwujący do 900 pocisków na minutę. Innymi karabinami były włoskie Breda-SAFAT i Scotti.

## Amunicja[1]
| Nazwa pocisku                       | typ                                                       | waga                   | przyjęcie do służby | uwagi                                                           |
| ----------------------------------- | --------------------------------------------------------- | ---------------------- | ------------------- | --------------------------------------------------------------- |
| Ball Mark I.z                       | zwykły, rdzeń aluminiowo-ołowiany                         | 37,5 g                 | 1924                |                                                                 |
| Ball Mark II.z                      | zwykły, rdzeń aluminiowo-ołowiany                         | 37,5 g                 | 1925                | prędkość wylotowa 774 m/s                                       |
| Ball Mark II                        | zwykły                                                    | 37,5 g                 | 1933                | kordytowy ładunek miotający                                     |
| Armour Piercing W. Mark 1.z:        | przeciwpancerny, z rdzeniem z utwardzonej stali           |                        | 1925                | na 90 m przebijalność 18 mm pancerza                            |
| Armour Piercing W. Mark 1           | przeciwpancerny, z rdzeniem z utwardzonej stali           |                        | 1933                | z kordytem                                                      |
| Semi Armour Piercing F Mark 1.z     | przeciwpancerny, z rdzeniem ze stali miękkiej             |                        | 1938                | prędkość wylotowa 753 m/s, na 90 m przebijalność 15 mm pancerza |
| SAP Tracer FG Mark 1.z, II.z, III.z | przeciwpancerny, z rdzeniem ze stali miękkiej i smugaczem | 35,1 g 35,6 g i 33,4 g | 1940–44             | prędkość wylotowa 753 m/s, przebijalność jak SAP F Mk1          |
| Incendiary B Mark I.z               | zapalający                                                | 36,4 g                 | po 1939             | 2 g mieszanki zapalającej w stalowej koszulce                   |